# BEAST (44MAGNUMのアルバム)
『BEAST』（ビースト）は、44MAGNUMのミニ・アルバム。

## 概要
前作より約2年7カ月ぶりにリリースされたアルバムであり、デビュー30周年記念アルバムである。
オリジナルメンバーである梅原“PAUL”達也、広瀬“JIMMY”さとし、吉川“BAN”裕規、宮脇“JOE”知史に加え、ボーカルのPAULの実息であるSTEVIEが参加し、レコーディングを行った。また、ボーカルのPAULが2012年より病気治療に専念しているため、STEVIEがヴォーカルを担当している。

## 収録曲
（全作詞（特記以外）：STEVIE、全作曲（特記以外）：広瀬“JIMMY”さとし）
1. UNDER MY SKIN
2. OUT OF MY HANDS
3. SEIZE IT
4. C'mon Everybody
  - 作詞・作曲：梅原“PAUL”達也[1]
5. TAKE ME HOME
  - 作曲：吉川“BAN”裕規
6. LIKE YOU